# Brooklyn Lions / Horsemen (1926)
Los Brooklyn Lions fueron un equipo de la National Football League que jugó en la temporada 1926 en la NFL. El equipo se formó como contra-movimiento de la liga de la primera American Football League, que puso una franquicia llamada el Brooklyn Horsemen, un equipo de fútbol profesional que compitió en la temporada 1926 de la AFL.
En los meses anteriores al inicio de la temporada regular, ambas ligas se enfrentaron entre sí por el apoyo de los aficionados y el derecho a jugar en el Ebbets Field. La NFL emergió como el ganador, ya que los Lions firmaron el contrato de arrendamiento para utilizar el estadio el 20 de julio.
El 12 de noviembre de 1926, los Horsemen se retiraron de la AFL y se fusionó con los Lions. El nuevo equipo creado por la fusión fue llamado inicialmente el Brooklyn Lions y compitió en la NFL desde el 22 de noviembre de 1926. Durante los últimos tres partidos de la 1926, el equipo utilizó el nombre Horsemen para terminar la temporada. Después de tres derrotas consecutivas por blanqueada, el equipo fusionado se retiró de la liga.

## Temporada

### Calendario
| Samana | Día                      | Oponente                  | Resultado |
| ------ | ------------------------ | ------------------------- | --------- |
| 1      | 26 de septiembre de 1926 | @ Providence Steam Roller | D 13–0    |
| 2      | 10 de octubre de 1926    | Hartford Blues            | V 6–0     |
| 3      | 16 de octubre de 1926    | Pottsville Maroons        | D 21–0    |
| 4      | 17 de octubre de 1926    | @ Pottsville Maroons      | D 14–0    |
| 5      | 23 de octubre de 1926    | Columbus Tigers           | V 20–12   |
| 6      | 24 de octubre de 1926    | @ Hartford Blues          | D 16–6    |
| 7      | 7 de noviembre de 1926   | Kansas City Cowboys       | D 10–9    |
| 8      | 14 de noviembre de 1926  | Canton Bulldogs           | V 19–0    |
| 9      | 21 de noviembre de 1926  | Los Angeles Buccaneers    | D 20–0    |
| 10     | 25 de noviembre de 1926  | New York Giants           | D 17–0    |
| 11     | 28 de noviembre de 1926  | @ New York Giants         | D 27–0    |

### Posición
| Año  | V | D | E | Resultado | Entrenador    |
| ---- | - | - | - | --------- | ------------- |
| 1926 | 3 | 8 | 0 | 14.º      | Punk Berryman |